# ヨセフ・ピシュナ
ヨセフ・ピシュナ（チェコ語: Josef Pišna, ドイツ語: Josef Pischna, 1826年6月15日 エルディショヴィツェ – 1896年10月19日 プラハ）は、チェコ人の作曲家・ピアニスト・音楽教師である。
ピアノをプラハ音楽院で学んだ後、34年に渡ってモスクワで演奏家・教育者として活動した。
いくつか作品を残しているものの、一般には、ピアノのための『60の練習曲』（ドイツ語: 60 Klavierübungen）のみが知られている。永続性のある重要なピアノ教本として、現在に至るまで版を重ねて利用されている。
『リトル・ピシュナ　48の基礎練習曲集 (60の練習曲への導入)』（ドイツ語: Der kleine Pischna. 48 Uebungsstücke für Pianoforte. Eine Einleitung zu Pischna's 60 Exercices progressifs.）は、B. ヴォルフ (Bernhard Wolff) が前掲の曲集から何曲か引き抜き、やや優しく編曲したものである。
『60の練習曲』（と『リトル・ピシュナ』）は、ハノンの練習曲と同様に、芸術性とは無縁のテクニックに特化したものである。その特徴は、すべての課題が半音ずつ上昇して初めの調整に達する全調の練習である。また右手と左手に異なる運動を求められ、これらの点においてハノンと異なる。